# Municipio de Zumbehl (condado de St. Charles, Misuri)
Zumbehl Township es una subdivisión estadística del condado de St. Charles, Misuri, Estados Unidos. Según el censo de 2020, tiene una población de 21 683 habitantes.
La subdivisión tiene un código de clase Z1, que indica que no está en funcionamiento (non-functioning county subdivision). El mantenimiento de los datos es realizado por la Oficina del Censo en coordinación con los Gobiernos del estado y de los condados a los efectos exclusivamente estadísticos.
Es incorrecto en este caso, por lo tanto, traducir township como "municipio".

## Geografía
La subdivisión está ubicada en las coordenadas 38°46′51″N 90°32′50″O / 38.78083, -90.54722 (38.780718, -90.547342). Según la Oficina del Censo, tiene una superficie de 17.18 km², correspondientes en su totalidad a tierra firme.

## Demografía
Según el censo de 2020, hay 21 683 personas residiendo en la zona. La densidad de población es de 1262.11 hab./km². El 78.53% de los habitantes son blancos, el 8.28% son afroamericanos, el 0.24% son amerindios, el 3.52% son asiáticos, el 0.03% son isleños del Pacífico, el 2.61% son de otras razas y el 6.79% son de una mezcla de razas. Del total de la población, el 5.46% son hispanos o latinos de cualquier raza.